# Neonetus huttoni
Neonetus huttoni is een rechtvleugelig insect uit de familie grottensprinkhanen (Rhaphidophoridae). De wetenschappelijke naam van deze soort is voor het eerst geldig gepubliceerd in 1923 door Lucien Chopard.